# Smuk
Smuk je najhitrejša alpska smučarska disciplina. Tekmovalci dosegajo hitrosti prek 130 km/h, skokih so lahko dolgi več kot 50 m. Posledično so tekme v smuku izredno spektakularne, toda izjemno nevarne, tudi smrtno.
Smuk je edina disciplina, v kateri so smučarska vratca označena izključno z rdečimi zastavicami in morajo biti v razmaku vsaj 8 metrov. Razlika v nadmorski višini starta in cilja pri moških znaša od 800 do 1000 m, pri ženskah 500 do 700 m. Idealna linija je, zaradi eventuelne slabe vidljivosti, označena z modro barvo. Tekmovalci progo prevozijo v času minute in pol do dveh minut in pol, tekmovanje je sestavljeno iz ene same vožnje. Najbolj legendarni progi sta Streif v Kitzbühlu in Lauberhorn v Wengnu.
Smuči so pri moških dolge vsaj 215 cm, pri ženskah 210 cm, čelada je obvezna.
Prvi slovenski zmagovalec smuka za svetovni pokalu je postal Andrej Jerman, ko je leta 2007 zmagal v Garmisch-Partenkirchenu. Leta 2005 je Rok Perko postal svetovni mladinski prvak. Prva Slovenka, ki je bila v smuku med najboljšimi, je bila Mojca Suhadolc, ki je tekmovala v času prehoda iz 20. v 21. stoletje. Naslednja za njo, Tina Maze pa je 2. februarja 2008 zmagala na smuku v St. Moritzu. Zelo odmevno uvrstitev pa je dosegel tudi Andrej Šporn ki je bil drugi v Kitzbühlu leta 2009.
Aktualna olimpijska prvaka sta Beat Feuz in Corinne Suter, svetovna pa Marco Odermatt in Jasmine Flury.